# Di questa vita menzognera
Di questa vita menzognera è un romanzo di Giuseppe Montesano, pubblicato nel 2003 e vincitore del Premio Viareggio e del Premio Selezione Campiello.

## Trama
Roberto ha lasciato la casa dopo un ultimo litigio con la madre. Laureato, ha ricusato sia la carriera universitaria, sia il lavoro nell'azienda del fratello. Solo e senza prospettive, trova un annuncio sul giornale, a cui risponde. Conosce così Cardano, di cui diviene il segretario. Si tratta di un dandy aggregato a una ricchissima famiglia, per il suo matrimonio con Amalia Negromonte. La famiglia lo mantiene e ne tollera i vizi (ozio e abuso di lussi e sostanze stupefacenti) perché, riconoscendo in Cardano un uomo di cultura superiore, il clan è convinto di comprare la cultura e piegarla ai propri fini.
Nel corso del pranzo di Pasqua, Roberto conosce l'intera famiglia. L'incessante profusione di cibi, preparati da Miranda, la litigiosità dei vari membri, le uscite del vecchio Negromonte che a ogni istante minaccia di diseredare tutti, l'assenza del figlio minore Andrea, mostrano quanto sia disarmonica la vita di queste persone che, solo a fini di potere e sopraffazione, vivono sotto lo stesso tetto. Finché entra anche Andrea, per ribadire la sua estraneità al clan: dopo una scenata, il ragazzo si ferisce con un vetro alle vene del polso ed è premurosamente allontanato da Bianca.
In seguito all'incidente, Cardano nasconde Andrea in un villino nel parco del grande palazzo dove vivono tutti. Egli teme per la sicurezza del ragazzo e sa che la famiglia potrebbe internarlo. Comincia così la frequentazione di Andrea con Nadia, una deliziosa archeologa, inviatagli da Scardanelli, un leader intellettuale che si batte per la salvaguardia di Napoli ed è in particolare contro i piani dei Negromonte. Costoro perseguono l'obiettivo di farsi dare in concessione l'intera città per farne un parco tematico. L'idea è di Calebbano. A questo scopo sono nati innumerevoli cantieri che, volendo riportare la città ai suoi grandi momenti storici (tutti insieme), stanno apportando gravissimi danni al sottosuolo.
Nel succedersi degli eventi, i vari membri della famiglia sono preda di una smania collettiva e megalomane: ciascuno di loro vuole sbarazzarsi del coniuge come scomodo e tutti accampano il diritto all'annullamento del loro matrimonio alla Sacra Rota. Ferdinando fa firmare a Miranda una presunta conversione al buddismo, Amalia accusa Cardano di non averle dato un figlio per incapacità generativa, Il Calebbano vuole misconoscere il suo passato di comunista e, avendo scelto la tredicenne Iolanda come futura sposa, invoca la sua condizione di figlio naturale per negare la parentela con la nipote. Persino il vecchio, con la moglie rinchiusa, vuole sposare una domestica nera per far dispetto a tutti. I coniugi scelti da Ferdinando e Amalia sono due fratelli milanesi, Marcello e Armida, industriali molto ricchi che vedono di buon occhio il folle progetto dei Negromonte.
Nel frattempo Andrea, che ha preteso per sé un palazzo storico, il Palazzo Donn'Anna, dopo un periodo di sbandamento, riesce a infliggere un colpo alla famiglia, togliendosi la vita con una rivoltellata. L'autista di famiglia sottrae il cadavere del giovane e nessuno lo ritrova, ma i Negromonte, per rimediare allo scandalo, ordiscono una storia secondo cui il loro giovane fratello sarebbe morto nel soccorrere una bambina in mare. Per i loro piani non è tollerabile alcun genere di opposizione, giacché il progetto per Napoli, chiamato EterNapoli, consiste nel rendere commerciabile l'intera città, quindi obbligando tutti i residenti a interpretare i vari momenti storici. A giudizio dei fratelli, sparirebbe per sempre la disoccupazione, ma con essa anche l'amministrazione, la politica, lo Stato. E loro, a guisa di una grande dinastia reale, sarebbero i veri signori, gli unici, circondati da clienti che partecipano ai profitti della follia.
Giunge il carnevale e l'inaugurazione di EterNapoli. Dall'enorme partecipazione di popolo nei vari rami del progetto, Roberto comprende che anche la sua famiglia fa parte dei vassalli dei Negromonte. Perciò, quando Nadia viene a prendere lui e Cardano, sono tutti ormai convinti che si approfitterà dei festeggiamenti per sopprimere gli oppositori. Nell'affannosa fuga condotta da Nadia e Ciro, a Roberto sembra di intravedere Bianca penzolante da una forca, nella celebrazione della fine di Eleonora Pimentel Fonseca. I fuggitivi sono, ovunque si dirigano, bombardati dagli altoparlanti che diffondono le parole di Calebbano e Ferdinando, ma ugualmente corrono e mancano vari appuntamenti con Stancanelli, che li vuole portare in salvo sul mare. Finché Cardano rifiuta di proseguire. Nadia, Ciro e Roberto proseguono nella corsa notturna, fino a scomparire nel buio.

## Personaggi
Famiglia Negromonte
- Vecchio Negromonte: confinato in sedia a rotelle, gira tutta la sterminata casa. Ha avuto cinque figli, il primo da una convivente, gli altri da una moglie legittima e blasonata, ma ricoverata in un istituto per malati mentali.
- Il Calebbano: soprannome del figlio maggiore del vecchio (il vero nome non viene detto). È nato dal concubinato del padre con la madre e approfitta cinicamente della sua nascita illegittima. Leader tra i fratelli, è sposato a Bianca e padre di Alfredo Ernesto Ché e di Elena.
- Ferdinando: secondogenito del vecchio, è una specie di portavoce della famiglia; sposato con Miranda, è padre di Fabrizio e Adriana.
- Lo Sciacallo (Francesco): terzo figlio del vecchio, è architetto e scapolo senza figli.
- Amalia: unica figlia del vecchio. Due volte vedova, è madre di Gianfilippo e Iolanda. Quindi è sposata con Carlo Cardano.
- Andrea (23 anni): il più giovane dei fratelli Negromonte, rifiuta la famiglia e vorrebbe predicare il Vangelo. È il prediletto di tutti, in particolare di Cardano e di Miranda. È amico di Nadia.
- Bianca: moglie del Calebbano, i due hanno un passato di attivismo comunista.
- Miranda: moglie di Ferdinando, presiede alla cucina familiare.
- Iolanda: adolescente, diviene ben presto Salomè, per il potere di seduzione ereditato dalla madre Amalia. Si profila un suo matrimonio con Il Calebbano che, accampando la sua origine illegittima, pretende di ripudiare Bianca e unirsi alla nipote.
- Gianfilippo, Fabrizio e Alfredo: sembrano essere nati ciascuno dopo la rispettiva sorella. Rivaleggiano e si azzuffano, facendo anche scherzi cattivi.

I fratelli Delle Opere
- Marcello: imprenditore milanese, coinvolto dai Negromonte nei loro progetti. Nel riassetto della famiglia, dovrebbe subentrare a Cardano come nuovo marito di Amalia.
- Armida: sorella di Marcello. Rientra nella politica familiare dei Negromonte, in quanto dovrebbe subentrare a Miranda come moglie di Ferdinando.

I dissidenti
- Roberto: narratore e testimone della vicenda. Giovane di ventiquattro anni, viene assunto dalla famiglia Negromonte in qualità di segretario di Cardano. Ha una madre e un fratello maggiore, molto scontenti di lui: lo considerano un fannullone, mentre da parte sua egli rifiuta il perbenismo della famiglia.
- Cardano (Carlo): esteta dedito a una vita di dissipazione, è sposato con Amalia Negromonte e mantenuto dalla di lei famiglia.
- Nadia: giovane archeologa, seguace di Scardanelli, intellettuale che si oppone all'ideologia dei Negromonte.
- Ciro: autista dei Negromonte, non parla. Dotato di forza erculea, è stato tratto da un manicomio e perciò risulta incontrollabile.

## Opere derivate
Dal romanzo, su un'idea di Toni Servillo, il musicista Fabio Vacchi ha scritto il melologo Eternapoli, testo di Montesano, per attore, attrice, coro misto e grande orchestra. L'opera è stata commissionata dal Teatro San Carlo di Napoli ed è stata rappresentata nel febbraio 2018. Lo spettacolo, al suo esordio, ha suscitato molto interesse e apprezzamento. Sono in programma per il 2020 rappresentazioni al Piccolo teatro di Milano e al Teatro Comunale di Bologna.

## Edizioni
- Giuseppe Montesano, Di questa vita menzognera, Milano, Feltrinelli, 2003.
- (FR) Giuseppe Montesano, Cette vie mensongère, traduzione di Serge Quadruppani, Parigi, Éditions Métailié, 2005.